# Museo del Aceite (Antequera)
El Museo del Aceite está situado en Antequera (Málaga) España. Presenta una gran colección de utensilios oléicolas.

## Colección

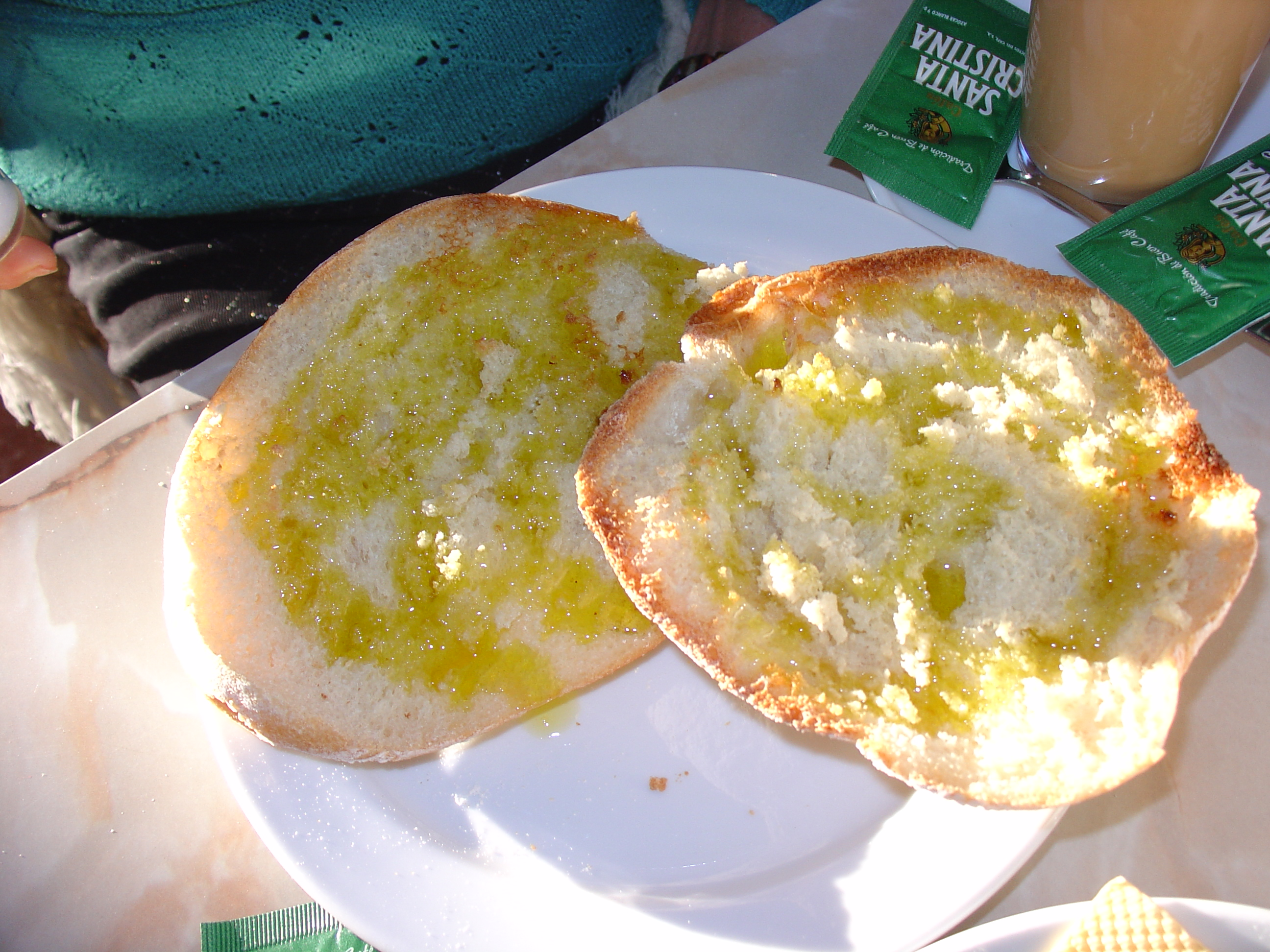
Mollete con aceite antequerano

El museo está formado por tres salas. Posee diversos molinos de épocas muy variadas, como un molino del siglo I de prensa de cabestrante encontrado en la ciudad que tiene un trujal, una sala de prensado y un contrapeso, fue utilizado hasta finales del siglo XX; se han encontrado también huesos de aceitunas datados de principios de milenio.
Además también se encuentra un molino del siglo XIX, que ha sido cedido a la empresa administradora del museo, Hojiblanca, formado por una prensa que ejercía gran presión sobre las vigas por el giro del capacho. También otro del siglo XVII, también donado, que funcionaba con el tiro de animales. Ha sido reformado, pero todavía conserva la cubeta, la solera de empiedro y las maderas originales. Este último ha sido utilizado durante varios centenares de años, exactamente hasta la guerra civil española. Asimismo posee una sala como galería, que hace un recorrido del aceite en la antigüedad.